# Spezialmittler
Spezialmittler (auch Spezialagentur für Außenwerbung genannt) sind in der Regel Full-Service-Agenturen, die die Kunden beraten, aber auch gleichzeitig die Planung und den Einkauf von Werbeflächen koordinieren. Spezialagenturen sind unabhängig und können in der Regel auf alle Werbeflächen aller Anbieter zurückgreifen. Es ist üblich, dass die Abrechnung und das Reporting ebenfalls über die Spezialmittler koordiniert werden.
Außenwerbung ist ein komplexes Medium, da regionale Besonderheiten und eine Vielzahl von spezifischen Planungs- und Belegungsmöglichkeiten nur durch spezialisiertes Personal und zugeschnittener Software koordiniert werden können. Aus diesem Grund sind Spezialagenturen für Außenwerbung wichtige Servicepartner für Werbe- und Mediaagenturen sowie für werbungtreibende Unternehmen direkt.

## Tätigkeit
Spezialmittler kooperieren häufig mit Mediaagenturen und arbeiten den Part des Gesamt-Mediaplans weiter aus, der Außenwerbung und Ambient-Medien umfasst.
Grundsätzlich greifen Spezialmittler auf den gesamten Flächenbestand aller Anbieter zurück. Somit kann dem Kunden eine anbieterunabhängige Kampagne zusammengestellt werden, die wirklich auf die Kundenwünsche und Kommunikationsziele ausgerichtet ist.
Oft werden Pretests, also Test bevor die Kampagne „on air“ geht, angeboten. Diese sind besonders wichtig, da an dieser Stelle noch optimiert werden kann, wenn die Tests nicht wunschgemäß ausfallen. Daneben gibt es für die Zeit nach der Kampagne noch Post-Tests, die letztlich den Erfolg der Kampagne auswerten. Die Arbeit beginnt also nicht erst mit der Auswahl der Plakatstandorte.

## Bewertungsgrundlagen von Werbeflächen
Der G-Wert ist in der Außenwerbung die Kennzahl für die Aufmerksamkeitswerte bei Werbemitteln, entwickelt von der GfK-Marktforschung. Bewertet werden bspw. Ablenkungsgrad, Dauer der Kontaktchancen, Beleuchtung, Sichthindernisse, Aufstellwinkel des Werbeträgers zum Verkehr etc. (s. auch: Frequenzatlas).
Seit 2003 wird der G-Wert im Rahmen des Projektes G-Wert2 insofern umgestellt, als zur Ermittlung der Passagefrequenz in Zusammenarbeit des Fachverband Aussenwerbung e.V. (FAW) mit der Fraunhofer-Gesellschaft und der GfK ein „Frequenzatlas für Deutschland“ erarbeitet wurde, der zukünftig die Frequenzbasis für das System darstellt und das Videoverfahren ablöst. Die Dreiteilung der Verkehrsströme blieb hierbei ebenso erhalten wie die innere Logik des Systems (s. auch: Frequenzatlas).
Der G-Wert ist keinesfalls zu verwechseln mit dem Tausend-Kontakt-Preis (TKP). Der G-Wert ist lediglich der Versuch (und die in der Praxis angewandte Methode), Kosten-Nutzenrechnungen einer Werbeaktion im Außenwerbebereich mit jenen einer in anderen Medien (Print, TV, Radio etc.) gesetzten Werbeaktivität zu vergleichen. Es wird dabei aber immer nur die Subjekt-unabhängige und qualitativ nicht bewertete Kontaktgelegenheit (mit dieser oder jener Werbung in Kontakt zu kommen) zu den dafür notwendigen Kosten in ein Verhältnis gesetzt.

## Honorare
Die Leistung eines Spezialmittlers wird den werbungtreibenden Unternehmen nicht direkt in Rechnung gestellt. Für die Vermittlung eines Auftrags gewähren die Außenwerbeanbieter den Spezial-Mediaagenturen eine Spezialmittlervergütung, welche aber zum Teil an die werbungtreibenden Unternehmen vom Spezialmittler weitergereicht wird (SMV).